# Tornike Šengelia
Tornike Šengelia (gruzínsky: თორნიკე შენგელია; * 5. října 1991 Tbilisi) je gruzínský basketbalista. Měří 206 cm. Dvakrát získal druhou nejprestižnější evropskou klubovou soutěž Eurocup, prvně roku 2010 s Valencií, podruhé v roce 2022 s Virtus Bologna. V roce 2018 byl vybrán do all-stars Euroligy. Tuto nejkvalitnější evropskou soutěž hrál v dresu tří klubů: Spiru Charleroi, Saski Baskonia a CSKA Moskva. Odehrál v Eurolize devět sezón a 197 utkání. Dosáhl zde průměru 12 bodů na zápas. Na národní úrovni je mistrem Ruska (2021) a Španělska (2020). Tři sezóny strávil i v americké NBA, dvě v dresu Brooklyn Nets (2012–2014), jednu v Chicago Bulls (2014). Celkem v základní části NBA odehrál 45 utkání. S gruzínskou reprezentací se zúčastnil tří závěrečných turnajů mistrovství Evropy (2011, 2015 a 2017).